# Lycophotia strigula
Lycophotia strigula là một loài bướm đêm trong họ Noctuidae.